# Handsome (groupe)
Pour les articles homonymes, voir Handsome.
Handsome est un groupe américain de metal alternatif, actif entre 1995 et 1998. Le groupe était composé du chanteur Jeremy Chatelain, des guitaristes Peter Mengede (ex-Helmet), Tom Capone (ex-Quicksand), du bassiste Eddie Nappi et du batteur Pete Hines (ex-Cro-Mags et Murphy's Law). Capone quitte le groupe en 1997, et est remplacé par Donni Campion (ex-Electric Love Hogs). Ils comptent deux singles vinyles sortis en 1995, deux singles CD en 1997 et un album, Handsome (1997), via Epic/Sony avant de se séparer.

## Histoire
Handsome est formé par le guitariste australien Peter Mengede, qui faisait partie du groupe new-yorkais Helmet de 1989 à 1993,. Mengede est évincé de Helmet par le leader Page Hamilton, en raison de son mécontentement à l'égard de leur processus d'écriture de chansons. Mengede envisageait Handsome comme étant un groupe où tous les membres auraient leur mot à dire.
En 1995, Mengede recrute l'ancien guitariste de Quicksand Tom Capone et l'ancien batteur de Cro-Mags et Murphy's Law Pete Hines ainsi que le bassiste Eddie Nappi et Jeremy Chatelain, originaire de Salt Lake City. Concernant celui qui a trouvé leur nom, le batteur Pete Hines déclare : « c'est Peter [Mengede] qui l'a trouvé. Tar de Chicago a sorti un album intitulé Handsome qu'il aimait vraiment et il pensait que c'était un nom sympa. J'étais trop content parce que tous les noms de groupes new-yorkais comme Sick of It All et Biohazard sonnent comme des noms de durs à cuire. Je veux dire, New York est connu pour ça, et on voulait que ça en jette. »
Après une courte tournée dans le Midwest avec Deftones, ils commencent à enregistrer des morceaux avec le producteur Terry Date avec l'album intitulé Handsome, sorti le 4 février 1997 chez Epic/Sony. Peter Stepek, d'AllMusic, donne à l'album une critique positive déclarant en ses mots : « Handsome propose un hybride distinctif, complexe et intéressant, en particulier lorsque, comme dans Eden Complex, le groupe passe sans effort d'une section remplie de hooks à la suivante. Devrait satisfaire les personnes qui recherchent une alternative intelligible mais dure (de base). »
En soutien à l'album, Handsome tourne avec Silverchair, Local H et Less Than Jake aux États-Unis, tout en soutenant Wu-Tang Clan et les Voodoo Glow Skulls en Europe. Avant leurs concerts de juin 1997 en Europe, le guitariste Capone quitte le groupe, et est remplacé par l'ancien guitariste d'Electric Love Hogs Donni Campion. En juillet 1997, le groupe joue à certaines dates du Vans Warped Tour de cette année-là. Par la suite, Handsome se sépare, Mengede citant des tensions au sein du groupe. Ils ont dès le début signé un contrat de trois disques avec Epic et travaillaient sur de nouveaux morceaux, mais ont été exclus du contrat en raison d'une clause qui avait été adoptée lors du départ de Capone.

## Style musical
Leur style musical a été comparé à Deftones et Far,. Pete Hines a déclaré dès le début que le groupe savait qu'il voulait « un chanteur mélodique sur une musique vraiment heavy. »

## Postérité
Même si Handsome n'ayant pas réussi à obtenir un succès commercial, son album éponyme de 1997 a depuis reçu les éloges de la critique contemporaine,. Kerrang! classe Handsome comme l'un des « 12 albums les plus sous-estimés des années '90 », tandis que Louder Sound les incluait dans une liste des « 50 meilleurs groupes de metal culte ».

## Discographie

### Album studio
- 1997 : Handsome

### Singles
- 1995 : Swimming / Can't Connect
- 1995 : Waiting / Needles
- 1997 : Needles
- 1997 : Dim the Lights